# Pravica do osebne varnosti
Pravica do osebne varnosti je osnovna človekova pravica, ki jo zagotavlja Splošna deklaracija o človekovih pravicah, ki so jo leta 1948 sprejeli Združeni narodi . Prav tako je človekova pravica, ki jo izrecno opredeljujejo in zagotavljajo Evropska konvencija o človekovih pravicah, ustava Kanade, ustava Južne Afrike in ter druge ustave in zakoni po vsem svetu.
Na splošno je pravica do osebne varnosti povezana s svobodo in vključuje pravico do pravnega sredstva, kot je habeas corpus, če je nezakonito zaprt.  Na osebno varnost lahko gledamo tudi kot na razširitev pravic, ki temeljijo na prepovedi mučenja ter krutega in nenavadnega kaznovanja . Pravice do osebne varnosti lahko varujejo pred manj smrtonosnim ravnanjem in se lahko uporabijo glede pravic zapornikov. 

## Združeni narodi
Pravico do osebne varnosti zagotavlja 3. člen Splošne deklaracije o človekovih pravicah . V tem členu je združen s pravico do življenja in pravico do svobode. V celoti se člen glasi: "Vsakdo ima pravico do življenja, svobode in osebne varnosti."
Pogodba Združenih narodov, Mednarodni pakt o državljanskih in političnih pravicah (1966), prav tako prepozna pravico do osebne varnosti. V 3. členu je določeno, da ima "Vsakdo pravico do svobode in osebne varnosti", odstavek pa prepoveduje "samovoljno prijetje ali pridržanje." Naslednji odstavek pa govori: "Nikomur se ne sme odvzeti prostost, razen iz razlogov in po postopku, ki je določen z zakonom."

## Evropa
Pravica do osebne varnosti je omenjena v 5. členu (1) Evropske konvencije o človekovih pravicah pod naslovom Pravica do svobode in varnosti ("Vsakdo ima pravico do osebne svobode in varnosti. Nikomur ne sme biti odvzeta prostost, razen v primerih in v skladu s postopkom, predpisanim z zakonom ") in v 6. členu Listine Evropske unije o temeljnih pravicah (" Vsakdo ima pravico do svobode in osebne varnosti ").

## Kanada
Pravica do osebne varnosti je bila v Kanadi prepoznana v Kanadskem Zakonu o Pravicah leta 1960. Prvi člen tega zakona piše "pravica posameznika do življenja, svobode, osebne varnosti in uživanja lastnina, ter pravico da ne sme biti prikrajšan teh pravic, razen zaradi procesa prava". Vendar je takrat Zakona o Pravicah bil le statut in ne del Ustave.
Pravica do osebne varnosti je bila dodana v Ustavo leta 1982. Umestili so jo v 7. člen kanadske Listine o pravicah in svoboščinah, ki določa, da "ima vsakdo pravico do življenja, svobode in varnosti osebe ter pravico, da ji slednja ne bo odvzeta, razen v primeru ki se sklada z načeli temeljne pravičnosti . " Osebna varnost v 7. člena je sestavljena iz pravic do zasebnosti telesa in njegovega zdravja ter pravice, ki ščitijo "psihološko integriteto" posameznika. To pomeni, da ta pravici ščiti pred resno škodo, ki bi jo vlada lahko povzročila ( stres ) duševnemu stanju posameznika. ( Blencoe v. BC (Komisija za človekove pravice), 2000)
Ta pravica je ustvarila pomembno sodno prakso, saj je bil splav v Kanadi legaliziran v zadevi R. v. Morgentaler (1988), potem ko je Vrhovno sodišče ugotovilo, da so odbori za terapevtski splav kršili varnost žensk z ogrožanjem njihovega zdravja. Nekateri sodniki so tudi menili, da nadzor nad telesom spada pod pravico osebne varnosti, ki pa jo zakon o splavu krši. Operacija Dismantle v.The Queen (1985) kjer so testirali križarske rakete je bila neuspešno izpodbijana. Trditev je bila da zaradi potencialne jedrske vojne prihaja do kršitev do osebne varnosti. V zadevi Chaoulli v. Quebec (generalni državni tožilec) (2005) so nekateri sodniki vrhovnega sodišča celo menili, da Quebecova prepoved izvajanja zasebnega zdravstvenega varstva krši pravico do osebne varnosti, saj bi lahko zamude pri zdravljenju imele fizične in stresne posledice.

Na vrhovnem sodišču in med akademiki se je razpravljalo o tem, ali varnost osebe zagotavlja tudi nekatere ekonomske pravice. Teoretično bi lahko bila varnost osebe kršena, če bi vlada osebi omejila sposobnost, da si ustvari dohodek, z odvzemom pravic socialnega varstva,  z odvzemom premoženje, ki je bistveno za njen poklic, ali zavrnitvijo dovoljenj, ki so potrebna za opravljanje tega poklica. Vendar se 7. člen predvsem ukvarja z zakonskimi pravicami, zato je interpretacija teh členov kot ekonomskih pravic vprašljiva. Številna ekonomska vprašanja bi s tega vidika lahko bila videti tudi kot politična vprašanja.

## Južna Afrika
Leta 1996 je vlada Južne Afrike sprejela spremembe ustave, ki je med drugim po novem prepoznala pravico za osebno varnost, ki se nahaja v 12.členu. Tukaj je bila pravica združena z "pravico po svobodi". V nadaljevanju je v 12.členu možno najti bolj definirane razlage pravice osebne varnosti ter pravice do svobode. V celoti se 12. člen bere tako,

12. (1) Vsakdo ima pravico do svobode in osebne varnosti, kar vključuje tudi pravico
- da ne sme biti prikrajšan za svobodo brez utemeljenega razloga;
- da ne sme biti pridržan brez sojenja;
- da je varen pred vsem oblikam nasilja, tako javnega kot zasebnega;
- da ne sme biti podvržen mučenju na kakršenkoli način; in
- da ne sme biti obravnavan ali kaznovan na kruh, nečloveški ali ponižujoč način.

(2) Vsakdo ima pravico do telesne in psihološke integritete ki vključuje pravico
- da sprejema odločitve povezane z razmnoževanjem;
- do varnosti in nadzora nad svojim lastnim telesom; in
- da ne sme biti izpostavljen medicinskim ali znanstvenim poizkusom brez njegove privolitve.

## Turčija
Ustava Turčije zagotavlja pravico do osebne varnosti, poleg pravice do svobode z 19. členom, ki je stopil v veljavo leta 1982 in bil dodelan leta 2001. Člen določa tudi omejitve v obliki sodb sodišč po zakonu, ki omogočajo duševne ustanove in ustanove za odvisnike, izročitev itd. Člen omejuje tudi prijetje in pridržanje v primer, da sodnik to dovoli, kadar za to ni dovolj časa ali če se vidi, da je oseba odgovorna za kaznivo dejanje. Osebi se pove razlog zakaj je bila aretirana, o aretaciji pa se obvesti tudi njene sorodnike . Nazadnje, člen dovoljuje tudi državno odškodnino, v primeru če so te pravice bile kršene. 

## Nova Zelandija
Novozelandski zakon o pravicah, sprejet leta 1990, v členih od 8 do 11 zagotavlja "Življenje in varnost osebe". 8.člen zagotavlja pravico do življenja, razen če je prikrajšan v skladu s temeljno pravičnostjo, 9.člen pa prepoveduje kruto in nenavadno kaznovanje. 10.člen prepoveduje, da se osebo zdravi proti njeni volji. Nazadnje pa 11.člen zakona daje Novozelandcu pravico, da se ne zdravi, če si tega ne želi.

## Združeno Kraljestvo
Varnost osebe je omenjena v 5. členu seznama Zakona o človekovih pravicah iz leta 1998.  Ta različica je zadnja inkarnacija zakona, čeprav je od takrat že prišlo do manjših popravkov. Ta novi akt je predstavljal eden vidik "ustavne reforme" ki jih je izvedel takratni premier Tony Blair.